# Náš boj
Náš boj (v originále Nos batailles) je francouzsko-belgický hraný film z roku 2018, který režíroval Guillaume Senez podle vlastního scénáře. Snímek měl světovou premiéru  dne 13. května 2018 na filmovém festivalu v Cannes v sekci Semaine de la critique.

## Děj
Olivier pracuje ve skladu pro online prodej. Zatímco on se potýká s prací, jeho žena Laura, prodavačka, se stará o jejich dvě děti Elliota a Rose. Jednoho dne bez varování zmizí a Olivier musí sám i s pomocí rodiny skloubit rodinný a profesní život.

## Obsazení
| Romain Duris         | Olivier              |
| Lucie Debay          | Laura                |
| Lætitia Dosch        | Betty                |
| Laure Calamy         | Claire               |
| Dominique Valadié    | Joëlle               |
| Sarah Le Picard      | Agathe               |
| Kris Cuppens         | Jan                  |
| Valentine Cadic      | Anna                 |
| Sahra Daugreilh      | kolegyně Laury       |
| Nadia Vonderheyden   | dětská psychiatrička |
| Marie-Christine Orry | dermatoložka         |
| Marc Robert          | ošetřovatel Ameliz   |
| Moustafa Benaïbout   | náhradník za Agathu  |
| Pasquale D'Inca      | doktor Desblates     |

## Ocenění
- Filmový festival v Hamburku: Cena kritiků
- Mezinárodní frankofonní filmový festival v Namuru: Uznání poroty Cinevoxu
- Turínský filmový festival: Cena publika
- Cena Magritte: nejlepší film, nejlepší režiie (Guillaume Sénez), nejlepší herečka ve vedlejší roli (Lucie Debay), nejlepší začínající herečka (Lena Girard Voss), nejlepší střih (Julie Brenta); nominace v kategorii nejlepší začínající herec (Basile Grunberger)
- César: nominace v kategoriích nejlepší herec (Romain Duris) a nejlepší zahraniční film